# Noorder Drachten
Noorder Drachten (ook wel Noorderdrachten, in het Fries Noarder Drachten of Noarderdrachten) was een dorp in de Nederlandse provincie Friesland, ten noordoosten van het huidige riviertje de Drait en net ten zuiden van de toen nog bestaande Noorder Drait (waarvan de Burmaniasloot is overgebleven). Na de aanleg van de Drachtster Compagnonsvaart in 1641 groeide het dorp met Zuider Drachten uit tot Drachten, maar bleef tot het begin van de 19e eeuw een bestuurlijke eenheid.
Officiële straatnamen kende men niet. Huizen en winkels werden aangeduid met nummers. Tot omstreeks 1840 werd gesproken van Noorder- en Zuiderdrachten. Dat veranderde toen in 1856 de woningen werden ingedeeld in wijken met letter en nummer. Pas toen was er sprake van 'Dragten', een schrijfwijze die later weer is veranderd in Drachten.
Noorder Drachten is vernoemd naar de Noorder of Kleine Drait, ook wel Dracht genoemd. Aangenomen wordt dat Noorder Drachten (net als Zuider Drachten) rond 1150 is ontstaan aan de Oudeweg (vroeger bekend onder de naam Lijkweg) en het huidige Folgeren. De naam wordt sinds 1441 in stukken genoemd. Voor de grootschalige verveningen had het dorp een diep, groot achterland dat ongeveer tot de grens met Achtkarspelen liep. Met het ontstaan van Rottevalle en Drachtstercompagnie kromp het hamrik aanzienlijk. 
Tot 1667 vormden Noorder en Zuider Drachten een kerkelijke combinatie met Boornbergum en Kortehemmen. Toen beide dorpen te groot werden, kwam er één predikant voor de twee Drachtens. Rond 1800 is op de plek van de voormalige kerk de huidige Noorderbegraafplaats aan de Stationsweg aangelegd. De oudste nog bestaande grafsteen dateert uit 1812.
Op de kaart van Schotanus uit 1718 is het een dorp van ongeveer 25 boeren dat aan de Oudeweg en de weg naar Folgeren ligt. Aan weerszijden van die weg ligt landbouwgrond. De meeste mensen wonen dan echter al aan de Noorder Dwarsvaart. Ten zuiden, aan de Drachtstervaart, staat ook een school aangegeven. Van der Aa (1786) spreekt ook van hornlegers (grondbezit waaraan het stemrecht heette gekoppeld te zijn).